# Branston and Mere
Branston and Mere est une paroisse civile du Lincolnshire, en Angleterre. Elle inclut les villages de Branston, Branston Booths et Bardney Lock.